# Halže
Halže (in tedesco Hals) è un comune della Repubblica Ceca facente parte del distretto di Tachov, nella regione di Plzeň.